# Bèlgida
Bèlgida (em valenciano e oficialmente) ou Bélgida (em castelhano) é um município da Espanha na província de Valência, Comunidade Valenciana. Tem 17,3 km² de área e em 2021 tinha 654 habitantes (densidade: 37,8 hab./km²).

## Demografia
| Variação demográfica do município entre 1991 e 2004 | Variação demográfica do município entre 1991 e 2004 | Variação demográfica do município entre 1991 e 2004 | Variação demográfica do município entre 1991 e 2004 |
| --------------------------------------------------- | --------------------------------------------------- | --------------------------------------------------- | --------------------------------------------------- |
| 1991                                                | 1996                                                | 2001                                                | 2004                                                |
| 679                                                 | 677                                                 | 709                                                 | 719                                                 |